# Parafia św. Walentego w Bizau
Parafia św. Walentego w Bizau – parafia rzymskokatolicka, administracyjnie należąca do austriackiej diecezji Feldkirch. 